# Alessandra Meyer-Wölden
Alessandra "Sandy" Meyer-Wölden (ur. 14 marca 1983 w Monachium) – niemiecka modelka i aktorka telewizyjna. 

## Życiorys
Wystąpiła jako Katharina Meurer w pierwszym i piątym sezonie serialu kryminalnego RTL Kobra – oddział specjalny (Alarm für Cobra 11 – Die Autobahnpolizei, 2011) z udziałem Erdogana Atalaya (w roli Semira Gerkhana) i Toma Becka (jako Ben Jäger).